# Очајне домаћице (1. сезона)
Прва сезона серије Очајне домаћице премијерно је приказана у Сједињеним Америчким Државама од 3. октобра 2004. до 22. маја наредне године. Сачињена је од 24 епизода, укључујући и једну специјалну епизоду Сређивање прљавог веша која представља ретроспективу првих 19 епизода.
У Европи серија се премијерно почела приказивати у Ирској 4. јануара 2005. а дан касније и у Уједињеном Краљевству. Ексклузивно право на емитовање у Србији добила је телевизија Пинк, а годину дана касније и РТС. Прва сезона приказивана је од 27. септембра до фебруара 2008. уторком на РТВ Пинку. Серија је одмах имала завидну гледаност, али ТВ Пинк је после девете епизоде, без икакве најаве померио термин од 21 час у после поноћни што је резултовало негодовањем гледалаца, а самим тим и падом гледаности. Слично се касније десило и са другом сезоном. РТС је прву сезону емитовао током јесени 2008. године у термину радим данима од 21 час и тако повратио гледаност и популарност серије у Србији.